# Casa i magatzem Emili Matalonga
|  | Vegeu també Magatzem Emili Matalonga. |

La casa i magatzem Emili Matalonga, o simplement casa Emili Matalonga, és un edifici del centre de Terrassa (Vallès Occidental), situat al carrer de Sant Pau, protegit com a bé cultural d'interès local.

## Descripció
És un edifici de petites dimensions, entre mitgeres, de planta baixa i pis. Està construït en obra vista, excepte el sòcol, que és de pedra, i el perfil de les finestres en maó motllurat. La façana és plana i hi destaca només la línia d'imposta que remarca el forjat del primer pis i la cornisa superior, rematada amb merlets escalonats. Les aplicacions de ceràmica vidriada de color verd (botons rodons i quadrats), que juguen amb l'obra vista, constitueixen els únics elements decoratius superposats. Les impostes s'enriqueixen amb motllures llises i dents de serra.

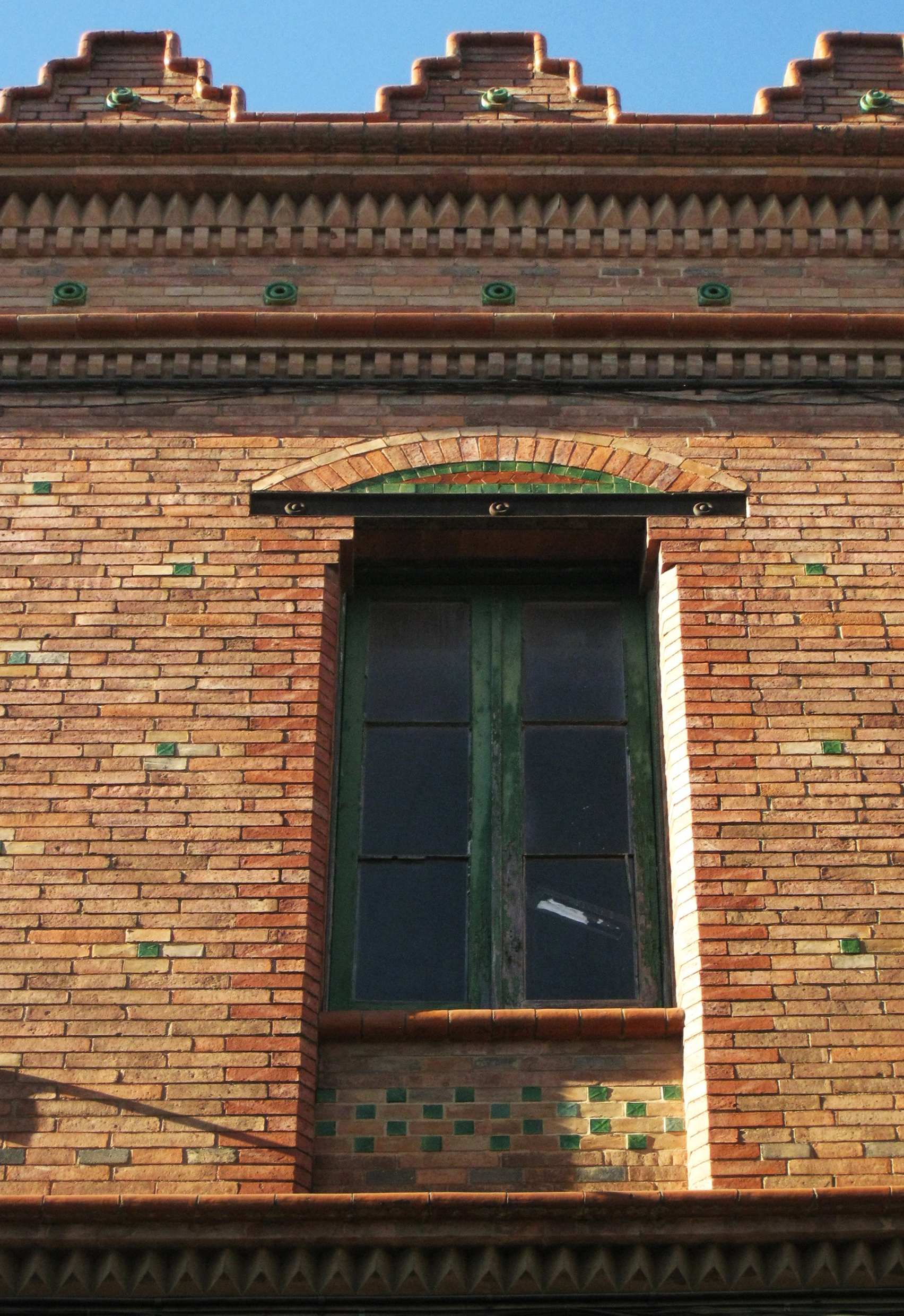
Detall d'una de les finestres del primer pis i de la cornisa emmerletada

L'edifici presenta tres obertures per planta. A la planta baixa formen un arc rebaixat en dues arquivoltes. Al pis les finestres són verticals, amb arcs de descàrrega i timpans ceràmics.

## Història
Emili Matalonga i Aymerich va reformar dues cases per construir el seu habitatge particular i magatzem alhora. L'habitatge ocupa la façana, en planta baixa i pis. A la part del darrere es va situar el magatzem només en planta baixa, una funció que va mantenir fins als anys quaranta. Respon al model modernista racionalista de Domènech i Montaner seguit per Muncunill els primers anys del segle xx. Uns anys més tard el propietari va fer construir al solar del costat un nou magatzem, obra del mateix arquitecte.